# 공손룡

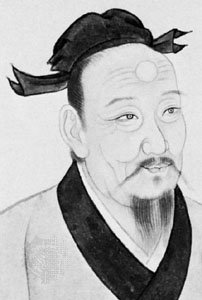

공손룡(公孫龍, 기원전 320년 ~ 기원전 250년)은 기원전 3세기 중국 조(趙)의 문인이다. 자는 자병(子秉). 그의 계몽적 궤변으로 유명한 백마비마론(白馬非馬論), 견백이동론(堅白異同論) 등에 보이는 논리는 사물의 외관과 본체를 혼동해서는 안된다는 것을 말한 것으로, 단순한 궤변이라기보다는 오히려 정치도(政治道)의 경고로서 쓰여진 것으로 여겨진다.

## 참고 문헌
- 이 문서에는 다음커뮤니케이션(현 카카오)에서 GFDL 또는 CC-SA 라이선스로 배포한 글로벌 세계대백과사전의 내용을 기초로 작성된 글이 포함되어 있습니다.